# Весна идёт
«Весна идёт» — картина ленинградского пейзажиста Владимира Ивановича Овчинникова (1911—1978), на которой автор запечатлел вид на высокий берег Волхова в Старой Ладоге с Церковью Рождества Иоанна Предтечи, с приделом св. Параскевы Пятницы и колокольней.

## История
Владимир Овчинников неоднократно работал над пейзажами Старой Ладоги в 1960-е и начале 1970-х годов. Картина «Весна идёт» относится к достаточно позднему периоду творчества художника, написана им за шесть лет до кончины.
Присущее пейзажу «Весна идёт» драматическое начало отмечала Н. В. Васильева. Во вступительной статье к каталогу выставки В. И. Овчинникова 1984 года она писала о работе: «Главы собора устремлены в небо с метущимися тяжёлыми облаками, на фоне которых здание читается весомо и по особому устойчиво. Торжественная возвышенность образа достигается простыми средствами: художник избирает очень низкую точку зрения, что позволяет сделать холм со стоящим на нём собором словно ещё выше и величественнее. Глубокие синие тени на снегу и свинцовые тучи сообщают произведению эмоциональную приподнятость и некоторую напряжённость. В то же время образ достоверен, насыщен приметами времени».
Примечателен вид, изображенный на картине. Н. К. Рерих назвал его одним из десяти лучших видов России. Церковь Рождества Иоанна Предтечи с приделом св. Параскевы Пятницы и колокольней господствует над всей Старой Ладогой, располагаясь на её северной окраине. Как свидетельствуют источники, нынешний храм был воздвигнут в 1695 году на месте более древнего деревянного. Существующая церковь воздвигнута с глубоким художественным пониманием единства архитектуры и природы. Издали в летние ясные дни кажется, что белоснежный храм будто парит в воздухе между полосой зеленого взгорья и высью синего неба. Это ощущение парения также сумел передать в работе Овчинников, хотя в общем настрое картины превалирует эпичность и даже ноты драматизма. В XVI-XVII веках Малышева гора была местом проведения больших ярмарок. Устраивались они в день Рождества Иоанна Предтечи (7 июля) и продолжались целую неделю. Одну из них запечатлел на своей картине, хранящейся в собрании ГРМ, художник А. Попов.
Впервые работа «Весна идёт» экспонировалась в 1988 году на персональной выставке произведений В. И. Овчинникова в Ленинградском Союзе художников. Описание картины дано во вступительной статье и каталоге, её изображение воспроизведено в альбомной части каталога выставки, а также было помещено на специально изданном плакате. В середине 1990-х картина «Весна идёт» была показана на выставках «Ленинградские художники. Живопись 1950—1980 годов» и «Лирика в произведениях художников военного поколения» (1995, Мемориальный музей Н. А. Некрасова).